# Siv Jensen
Siv Jensen, född 1 juni 1969 i Oslo, Norge, är en norsk politiker och partiledare för Fremskrittspartiet (FrP). Jensen var Norges finansminister 2013–2020. Hon är utbildad diplomøkonom (motsvarande filosofie kandidat i ekonomi) vid norska Handelshögskolan och har tidigare arbetat som försäljningskonsult inom mediebranschen.

## Politisk karriär
Jensen kandiderade till Stortinget för Oslo valdistrikt 1993, men hamnade på femte ersättarplats. I stället anställdes hon som Fremskrittspartiets gruppsekreterare i Oslo. Senare, 1995-1999, blev hon även ledamot av stadsfullmäktige (bystyre) och innehade därmed sin första uppdrag som förtroendevald.
I stortingsvalet 1997 valdes Jensen som stortingsrepresentant för Oslo. Hon blir sekreterare i Stortingets finansutskott. År 2001 stärkte Fremskrittspartiet sin position i Stortinget något, men lämnades utanför den borgerliga regeringsuppgörelsen. Som tyst stödparti till minoritetsregeringen fick man ändå möjligheter till politiskt inflytande och Jensen valdes till ordförande för finansutskottet.
I 2005 års val nådde Fremskrittspartiet sitt dittills bästa valresultat, men en majoritet bestående av Arbeiderpartiet, Sosialistisk venstreparti och Senterpartiet bildade regering. Jensen förlorar finansutskottets ordförandepost. I stället hamnade hon i Utrikesutskottet.
Hon har deltagit i några av Bilderberggruppens möten, bland annat i Ottawa i Kanada 2006.
Siv Jensen var finansminister i regeringen Solberg från 2013 till 2020. I februari 2021 meddelade hon att hon inte ställer upp till omval som partiledare för Fremskrittspartiet och därmed kommer att lämna posten på landsmötet i maj.

## Karriär inom Fremskrittspartiet
Jensen blev styrelsemedlem för Oslo FrP-krets 1992, men avslutade uppdraget 1994. Hon började då arbeta heltid som politisk rådgivare för kommunfullmäktigegruppen i Oslo. Samtidigt höll hon flera partiinterna uppdrag, bland annat som organisatoriskt ansvarig i Oslokretsen.
I samband med att hon valdes in i Stortinget 1997 blev hon även ersättare i partistyrelsen centralt. Året därpå blev hon ordinarie ledamot och ytterligare ett år senare valdes Jensen till posten som biträdande partiledare.
Inför Fremskrittspartiets partistämma 5-7 maj 2006 lämnade den sittande partiledaren Carl I. Hagen beskedet att han inte längre stod till förfogande för omval. Med 231 av 232 avlagda röster valdes Jensen den 6 maj 2006 till Hagens efterträdare. Hon blev därmed den första kvinnan på posten.
I Stortingsvalet måndagen den 9 september 2013 backade Fremskrittspartiet rejält i förhållande till valet 2009 och partiet tappade 12 mandat i Stortinget, vilket gjorde att det efter valet har 29 av de 169 mandaten. Efter att de fyra borgerliga partierna inlett förhandlingar om att bilda regering tillsammans, presenterades den 16 oktober regeringen Solberg, som blev den första regering i Norge där Fremskrittspartiet deltar.

## Uppdrag i Stortinget
(ej fullständig)
- 1997 – 2001 ledamot av Finanskomitéen
- 2001 – 2005 ledamot av Valgkomitéen
- 2001 – 2005 ledamot av Den utvidede utenrikskomitéen
- 2001 – 2005 ordförande i Finanskomitéen
- 2005 – 2009 förste vice ordförande i Valgkomitéen
- 2005 – 2009 ledamot av Utenrikskomitéen